# Microtus (subgènere)
Microtus és un subgènere de rosegadors del gènere Microtus. El seu crani es pot distingir fàcilment del de Stenocranius, un subgènere de Lasiopodomys, perquè aquest darrer és més allargat i relativament més estret. Segons les dades obtingudes a partir de l'anàlisi de l'ADN mitocondrial, les espècies d'aquest grup formen el llinatge amb la base científica més sòlida de tot el gènere Microtus. El subgènere se subdivideix en un grup arvalis i un grup socialis.